# Belan-sur-Ource
Belan-sur-Ource är en kommun i departementet Côte-d'Or i regionen Bourgogne-Franche-Comté i östra Frankrike. Kommunen ligger i kantonen Montigny-sur-Aube som tillhör arrondissementet Montbard. År 2022 hade Belan-sur-Ource 228 invånare.

## Befolkningsutveckling
Antalet invånare i kommunen Belan-sur-Ource
Referens:INSEE